# Emmanuel Duplessy
Emmanuel Duplessy, né le 2 janvier 1990 à Pontoise, est un homme politique français, député élu du Loiret en 2024.

## Biographie
Né dans le Val-d’Oise, Emmanuel Duplessy vit dans le Loiret depuis l’âge de 13 ans. Il fait ensuite ses études à l’université d’Orléans où il obtient un master en droit et management public territorial.
Il travaille à Orléans comme cadre territorial au conseil régional du Centre-Val de Loire, dans le domaine des métiers et de la formation.
Après avoir milité à l’Unef pendant ses études, Emmanuel Duplessy adhère au Parti socialiste en 2011,. Rapidement déçu par le quinquennat de François Hollande, il rejoint le mouvement écologiste Alternatiba puis le parti Génération.s en 2017.
Conseiller municipal d’opposition à Orléans depuis 2020, il s'est notamment saisi des questions de précarité, des sans domicile fixe, des thématiques de harcèlement scolaire, ou encore de la précarité étudiante.
Il est élu député en 2024 de la deuxième circonscription du Loiret, historiquement tenue par la droite, en tant que candidat du Nouveau Front populaire. Il est élu notamment face à la députée sortante Caroline Janvier et à une « candidate fantôme » du RN, celle-ci n'ayant pas fait campagne.
Il siège au sein du groupe Écologiste à l'Assemblée nationale et dit vouloir défendre notamment « le développement du Fret ferroviaire, l'augmentation du SMIC, du point d'indice, l'abrogation de la réforme ferroviaire, l'isolement des logements sur notre circonscription » et « avancer sur la question de la désertification médicale, d'enfin réguler l'installation de médecins sur notre territoire ».
En juin 2025, il est au cœur d'une polémique l’opposant au député Éric Ciotti, qui lui reproche d’avoir évoqué dans l’hémicycle un article de Mediapart selon lequel la mère du patron de l'UDR occupe depuis plus de 18 ans une place dans un hôpital « réservé à des soins de courte durée », avec un coût estimé pour la Sécurité sociale de 500 000 euros.

## Résultats électoraux

### Élections législatives
| Année | Parti  | Parti | Circonscription | 1er tour | 1er tour | 1er tour | 2d tour | 2d tour | 2d tour | Issue |
| Année | Parti  | Parti | Circonscription | Voix     | %        | Rang     | Voix    | %       | Rang    | Issue |
| ----- | ------ | ----- | --------------- | -------- | -------- | -------- | ------- | ------- | ------- | ----- |
| 2022  |        | G·s   | 2e du Loiret    | 10 338   | 25,12    | 2e       | 16 148  | 44,22   | 2d      | Battu |
| 2024  | 16 148 | G·s   | 2e du Loiret    | 28,03    | 29 934   | 2e       | 56,15   | 1er     | Élu     |       |

## Référence
1. 1 2  « Législatives 2024 : chercheur au CNRS, travailleuse sociale, militant antifasciste…. Ces nouveaux députés de gauche », sur Libération, 8 juillet 2024
2. ↑  Patricia Pourrez, « Législatives 2024 : Qui sont les deux nouveaux députés du Loiret Constance de Pélichy et Emmanuel Duplessy ? », France Bleu, 7 juillet 2024 (consulté le 9 juillet 2024)
3. ↑  Luc Barre, « Qu'est-ce que le M1717, le nouveau mouvement politique qui gagne le Loiret ? », La République du Centre, 7 août 2017 (consulté le 9 juillet 2024)
4. ↑  Centre France, « Législatives - Emmanuel Duplessy, de l'Unef à Génération.s, un militant de la gauche écologiste devenu député du Loiret », sur www.larep.fr, 10 juillet 2024 (consulté le 5 septembre 2024)
5. 1 2 3  « Résultats législatives 2024 : qui est Emmanuel Duplessy, le nouveau député de la 2e circonscription du Loiret qui a battu la "candidate fantôme" du RN ? », sur France 3 Centre-Val de Loire, 7 août 2024
6. ↑  Robin D’Angelo, « A l’Assemblée nationale, journée de calvaire pour Eric Ciotti lors de la niche parlementaire de son parti » , sur Le Monde, 27 juin 2025 (consulté le 26 juin 2025)